# 沃尔斯博恩
沃尔斯博恩（德語：Wohlsborn，發音：[ˈvoːlsbɔʁn]）是德国图林根州魏玛地区县曾经的一个市镇，面积4.04平方千米，2017年12月31日人口为477人。2019年1月1日，沃尔斯博恩与另外10个市镇合并为新市镇阿姆埃特斯贝格。